# Stiftskirche St. Peter (Salzburg)

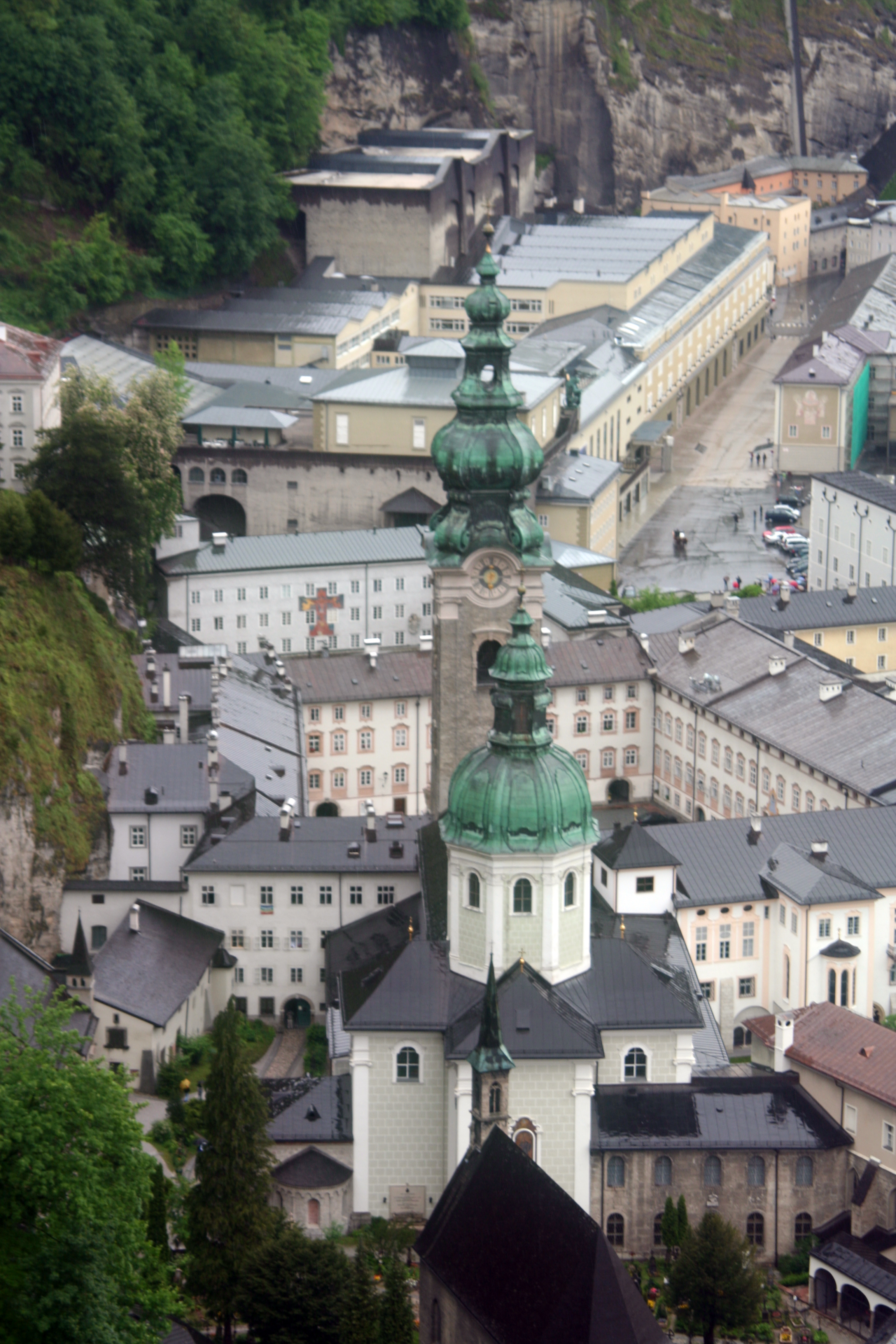
Stiftskirche in der Klosteranlage St. Peter

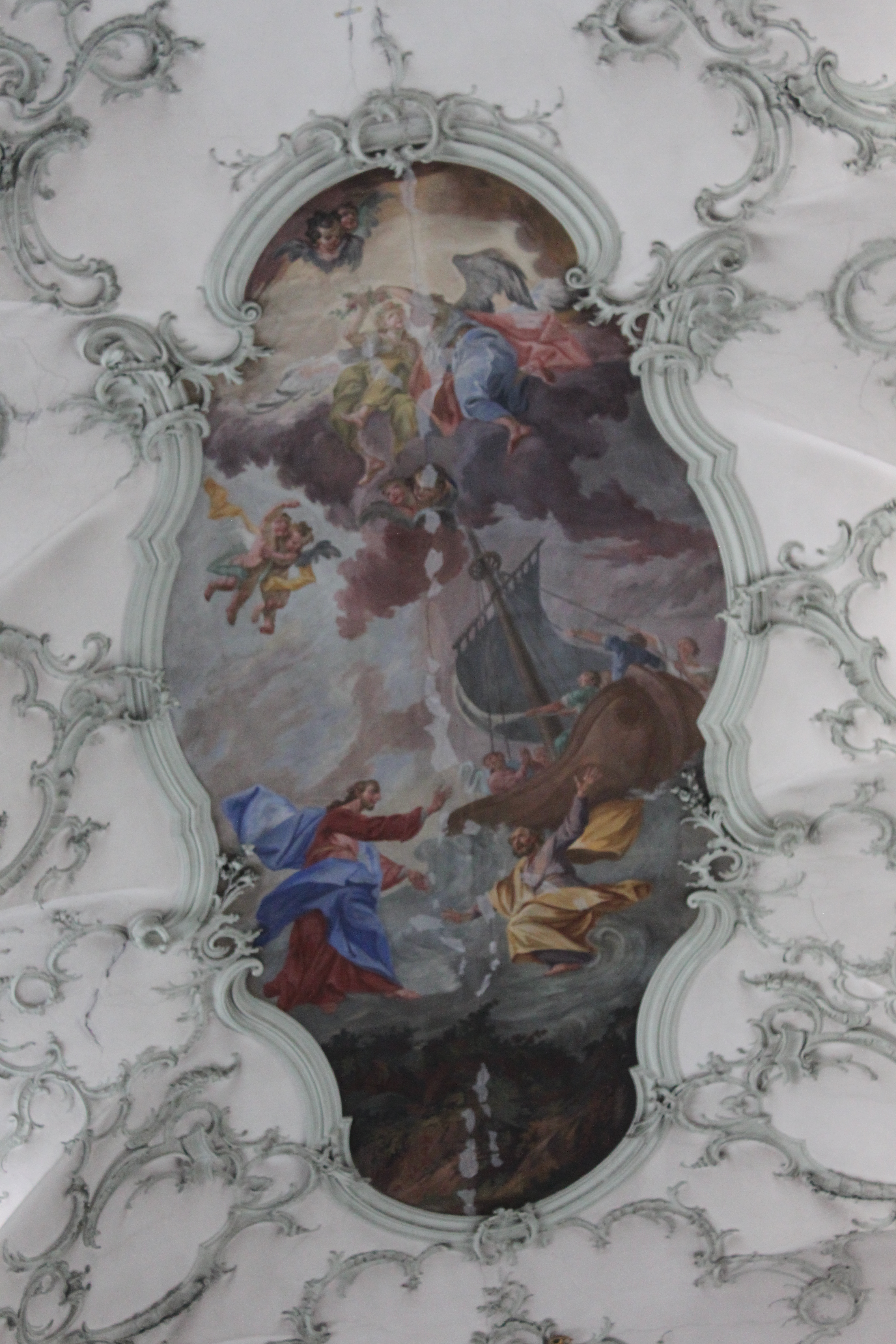
Längsriss im Langhaus im Gewölbebild sichtbar

Die Stiftskirche St. Peter ist die Abteikirche der Benediktiner-Erzabtei St. Peter inmitten des St.-Peter-Bezirkes unmittelbar am Fuß des Mönchsberges in der Stadt Salzburg. Die Kirche wurde auf den hl. Apostel Petrus geweiht. Die Gesamtanlage des Stiftes St. Peter steht unter Denkmalschutz (Listeneintrag). Nach einjährigen umfassenden Renovierungsarbeiten ist die Stiftskirche am 22. September 2019 mit der Weihe eines neuen Altares durch den Salzburger Erzbischof und den Erzabt von St. Peter wiedereröffnet worden.

## Geschichte
Das Kirchengebäude wurde von Abt Balderich in den Jahren 1130 bis 1143 an der Stelle einer zerstörten ersten Klosterkirche der Zeit um 1000 bzw. noch älterer Vorläuferbauten vermutlich unter Verwendung eines karolingischen Kirchturmunterbaues aus dem 9. Jahrhundert errichtet. Die Kirche ist eine im Kern romanische Basilika, welche im Zuge von barocken Umgestaltungen ein Querschiff, einen Chor und eine Kuppel erhielt. Im Jahr 2019 wurde Maximilian Eugen von Österreich, der Bruder des Seligen und letzten Kaisers von Österreich Karl in der Krypta der Stiftskirche beigesetzt.

## Außenbau

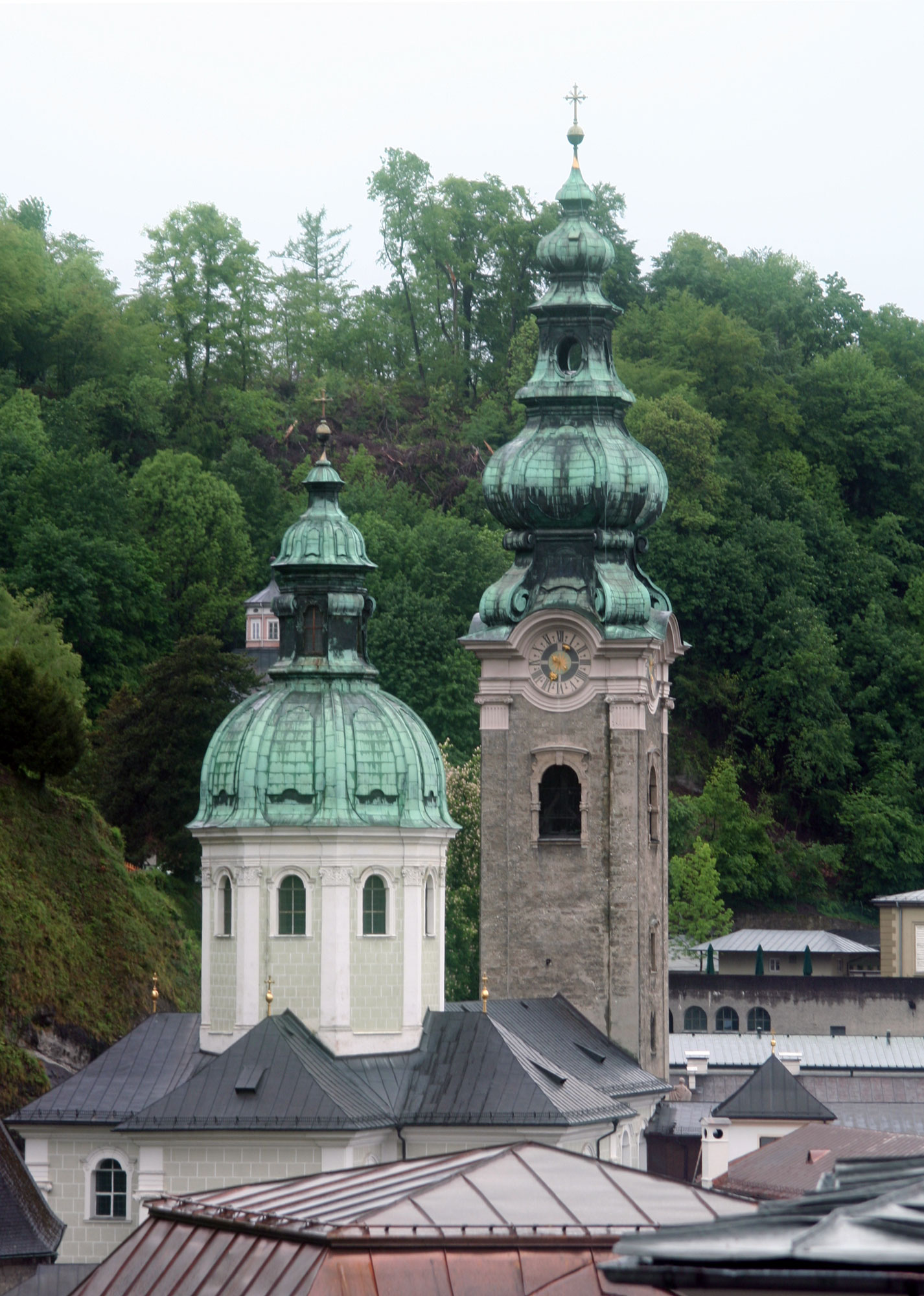
Kuppel mit Laterne und der Turm der Stiftskirche

In der Nord- und Südmauer befanden sich ursprünglich offene Arkaden aus vermutlich spätrömischer Zeit.
Der Turm, im Kern vermutlich aus dem 9. Jahrhundert stammend, wurde unter Abt Otto II. (1375–1414) romanisierend erhöht und 1754–1756 unter Abt Beda Seeauer mit Eckpilastern, rundbogigen Schallfenstern und einem stadtbildprägenden hohen Zwiebelturm ausgestaltet. An der Westseite des Turmes finden sich die marmornen Wappen des Stiftes St. Peter und des Abtes Beda Seeauer mit der Jahreszahl 1756.
Über der Vorhalle thront auf einer Attikamauer mit Rundbogen als Sieger über alles Böse Christus (als Knabe dargestellt) zwischen den hl. Petrus und Paulus, gestaltet von Franz Hitzl 1781–1783. In einer Wandnische über dem Eingang steht die Statue des hl. Rupert, die vermutlich von Josef Anton Pfaffinger gestaltet wurde.
Die Vorhalle westlich des Turmes samt der Kapelle der Turmsüdseite wurde im zweiten Viertel des 13. Jahrhunderts errichtet. Die Kapelle der Turmnordseite stammt aus dem Jahr 1424. Ab dem Jahr 1431 bis um 1750 entstanden schrittweise die Kapellen im Süden des Kirchenschiffes.
In den Jahren 1605 und 1606 wurden im Auftrag von Abt Martin Hattinger die drei Apsiden im Osten der Kirche abgerissen und der Innenraum neu gestaltet. Unter Abt Joachim Buchauer wurde 1619–1620 die Kirche neu eingewölbt und 1622 die frühbarocke Vierungskuppel errichtet. Diese hohe achteckige Tambourkuppel ließ Abt Beda Seeauer 1757 durch Eckpilaster gliedern und mit Tambourfenstern sowie mit einer Turmhaube versehen.

## Vorhalle

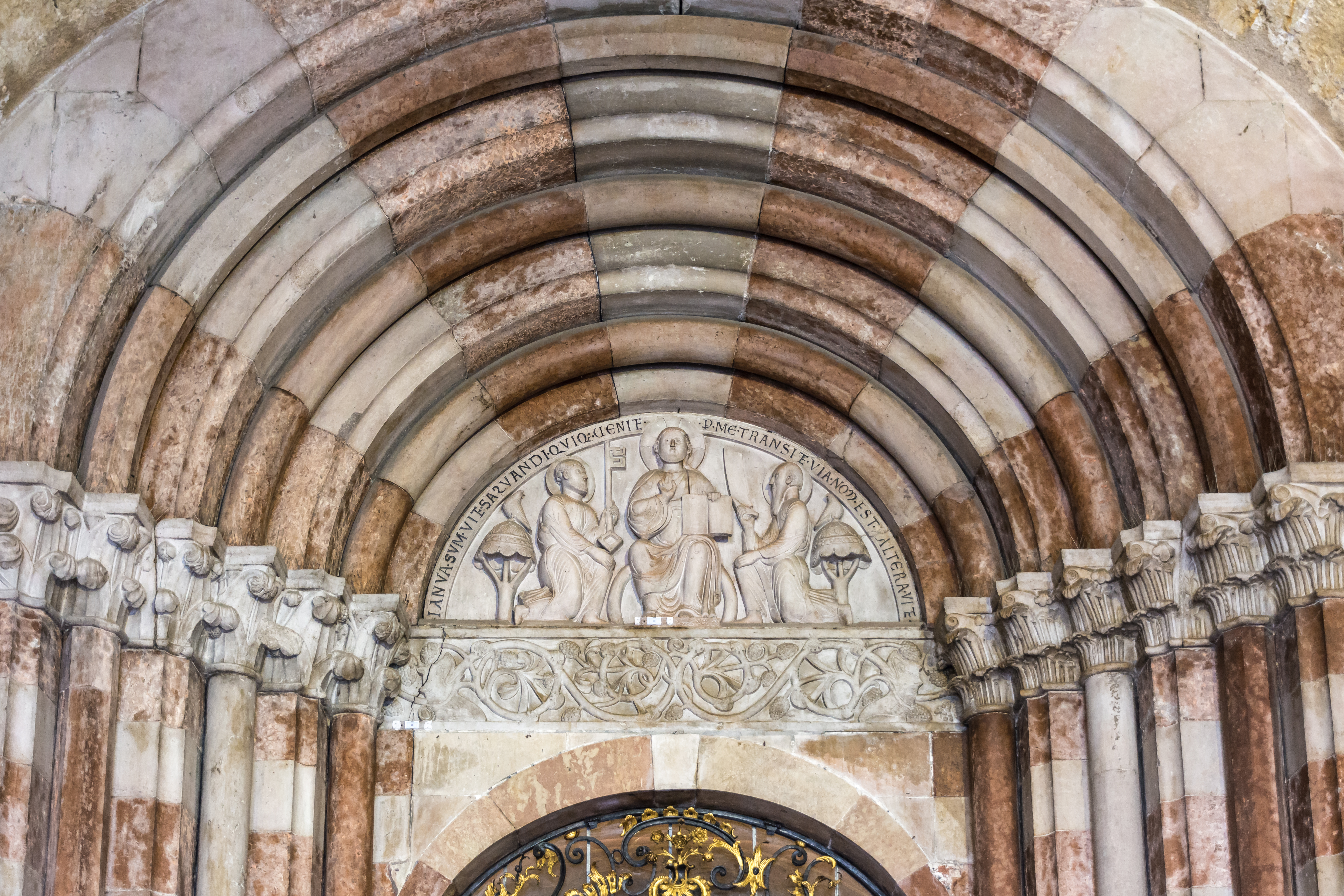
Relief im romanischen Trichterportal

Die romanische Vorhalle besitzt ein Kreuzrippengewölbe. Das Hauptportal zum Turmerdgeschoß stammt aus der Zeit um 1250 und weist starke Ähnlichkeit mit dem etwa hundert Jahre eher entstandenen Portal der Kirche St. Zeno in wenige Kilometer entfernten Bad Reichenhall auf. Es ist stufig mit drei umlaufenden Säulchen mit zwischenliegenden Hohlkehlen gegliedert und mit Knollen- und Akanthus-Kapitellen geschmückt. Das Tympanon über dem Tor stammt aus der Zeit um 1160 und zeigt über einem Weinrankenfries ein Relief mit dem auf einem Regenbogen thronenden Christus als Retter und Richter der Welt zwischen den hl. Petrus und Paulus. Die beiden Bäume mit den darauf sitzenden Tauben sind Friedenszeichen. Der lateinische Text über dem Tympanon lautet übersetzt: „Ich bin die Pforte des Lebens. Kommt, ihr Bedürftigen des Heils und gehet durch mich. Kein anderer Weg führt zum Leben.“ Die Tür selbst besitzt geschnitzte barocke Holzfüllungen, die Lorenz Härmbler geschaffen hat. Das Oberlichtengitter wurde 1765–1766 vom bekannten Salzburger Kunstschmied Philipp Hinterseer gefertigt. Die beiden Aschentröge stammen aus römischer Zeit.

## Das innere Kirchenschiff
Das Kirchenschiff ist mit einem kunstvollen Rokokogitter, geschmiedet 1768 von Philipp Hinterseer, abgeschlossen. Es stellt mit seinen Blättern, Blüten und Bortenornamenten den Höhepunkt des reichhaltigen Schaffens des Künstlers dar.
Hinter dem zarten Rokokostuck des Kirchenschiffes, den 1760–1766 Benedikt Zöpf in grün auf weiß gestaltete, bleibt die ursprüngliche romanische Baustruktur der Kirche gut erkennbar. Sockelteile von Säulen und Pfeilern zeigen sogar noch die romanische Gestalt. Mehrere Stufen führen zu den erhöhten Seitenschiffen.
Das Orgelgehäuse wurde von Lorenz Härmbler 1772–63 umgestaltet. Die Aufsatzfiguren des hl. Petrus (ursprünglich Gottvater) sowie der hl. Rupert und Vitalis stammen vom ehemaligen Hochaltar Hans Waldburgers.

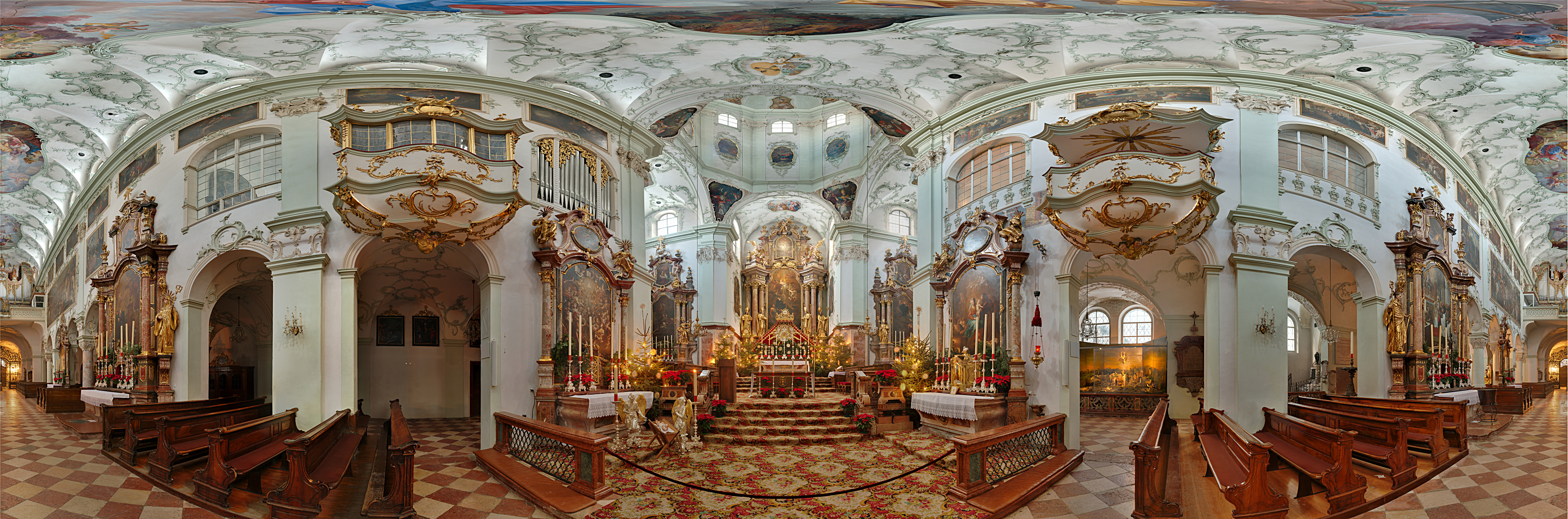
360°-Sicht des Kirchenschiffs

## Die Reste romanischer Wandmalereien
Im Jahr 1885 wurden in der Kirche Reste romanischer und gotischer Wandmalereien entdeckt und freigelegt.
Das östlichste Joch der Südwand (Mittelschiff) zeigt Fragmente des Stundengebetes (tertia hora) aus der Mitte des 12. Jahrhunderts. Das südliche Seitenschiff im Osten stellt Maria Magdalena mit dem Erzbischof Eberhard II. von Regensberg (?) als Stifter der Arbeiten dar. Dazu kommen Darstellungen eines Baumes und ein ornamental bemaltes Bogenfries aus der 2. Hälfte des 13. Jahrhunderts.
Im nördlichen Seitenschiff finden sich im östlichen Arkadennischen mit ornamentaler Bemalung. Die fünfte Stütze der Nordseite zeigt aus der Zeit um 1400 stammend eine Marmorierung des Säulenschaftes, die fünfte Stütze der Südseite zwei einander umklammernde Fabelwesen.

## Die barocken Wand- und Deckenbilder

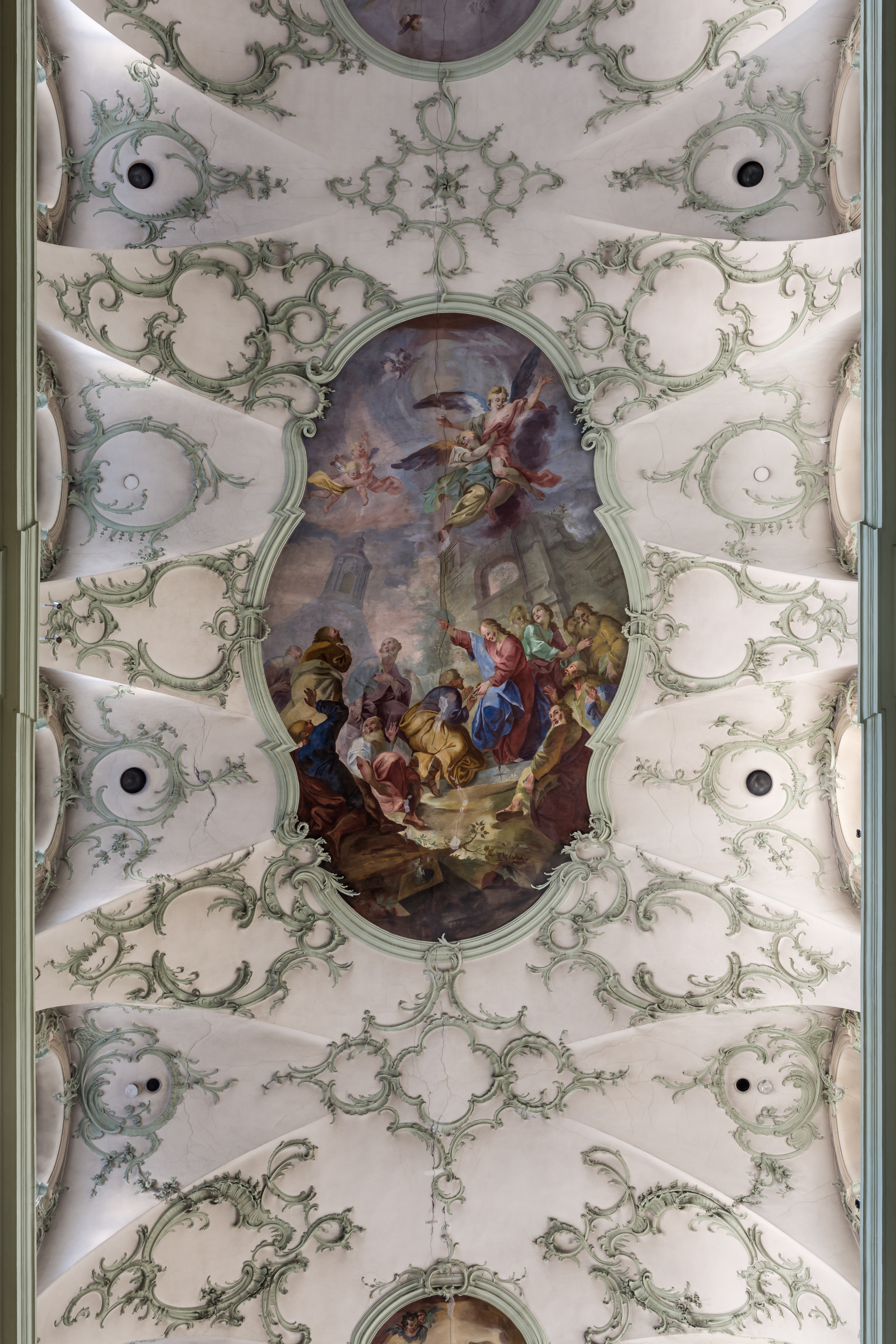
Deckengemälde Schlüsselübergabe an den hl. Petrus

Das Deckengewölbe des Langhauses und des Altarraumes ist mittig in vier Feldern mit Fresken bemalt. Sie wurden von Johann Weiß 1764 geschaffen und stellen folgende Szenen dar: Die Berufung Petri, Jesus wandelt auf dem See Genezareth, die Schlüsselübergabe an den hl. Petrus und die Befreiung Petri aus dem Kerker. In die Wölbung der Kuppel malte Weiß musizierende Engel und Putten.
Die Seitenwände des Langhauses zeigen große rechteckige Leinwandbilder: Im Norden von Ignazio Solari 1632 gemalt, die Kreuzaufrichtung, im Süden von Kaspar Memberger (1591) die Kreuztragung Christi. Neben diesen Bildern sind von Thiemo Sing wurden um 1660 im Norden die Segnung des Königs Totila durch den hl. Benedikt dargestellt und im Süden ein Bild des Baiernherzogs Theodo, dem der Heilige Rupert das Stift St. Peter zeigt.
Darüber sind in je zehn Bildern im Norden des Mittelschiffs das Leben des hl. Benedikt, im Süden desselben das Leben des hl. Rupert samt der Geschichte des Stiftes St. Peter dargestellt, die Franz Xaver König um 1760 malte.
Im Tambour der Kuppel wurden von Franz Xaver König die acht Seligkeiten in alttestamentlichen Szenen dargestellt, in den Kuppelpendentifen die vier frühen Kirchenväter.
Im nördlichen Querarmgewölbe wird von Franz Xaver König die Auffindung des Grabes des hl. Amands dargestellt, im südlichen Querarmgewölbe die Predigt des hl. Vitalis. Die Stirnwände zeigen ebenfalls von Franz Xaver König im Norden die Geburt Christi, im Süden die Anbetung des Jesuskindes durch die hl. Drei Könige.
Die Bilder im Turmerdgeschoß stellen von Thiemo Sing gemalt im Norden den Tod des hl. Benedikt, im Süden die Taufe des Baiernherzogs Theodo dar.

## Hauptaltar
Der Altar wurde von Lorenz Härmbler entworfen. Die Steinmetzarbeiten für den 1777 bis 1780 errichteten Hochaltar stammen von Johann Nepomuk Högerl, die Bildhauerarbeiten großteils von Lorenz Härmbler, die zugehörigen Fassungen von Franz Xaver König. Der Altar besitzt seitliche hohe Marmorsäulen und Aufbauten mit geschwungenen Gebälkstücken. Das Altarblatt von Martin Johann Schmidt zeigt die hl. Petrus, Paulus und Benedikt samt umgebenden Engeln, welche die Jungfrau mit dem Kind verehren. Das Altaroberbild stellt Gottvater mit der Taube des Heiligen Geistes dar. Als Rest eines früheren Hochaltars von Hans Waldburger hat sich der Tabernakel aus dem Jahr 1625 erhalten. Die seitlichen Statuen von Franz Hitzl zeigen die in Salzburg bekannten hl. Rupert, Vitalis, Virgil, Amandus von Worms bzw. Amand von Maastricht.

## Die sechs Mittelschiffaltäre
Drei Altäre an der rechten und die drei an der linken Mittelschiffseite wurden alle in den Jahren 1774–1776 errichtet; der mittlere Altar ist jeweils größer als die äußeren.
Die Altäre im Norden zeigen im östlichen Altarbild die Verherrlichung des Namens Gottes von Karl von Reselfeld, 1704 gemalt und mit dem Oberbild des hl. Virgil von Martin Johann Schmidt versehen, Die seitlichen Figuren stellen die hl. Thekla und Rosalia dar.
Das mittlere Altarblatt zeigt den Tod des hl. Benedikt und im Oberbild den des hl. Rochus. Die Bilder wurden von Martin Johann Schmidt gemalt. Die seitlichen Heiligenskulpturen zeigen Scholastika und Erentrudis.
Der westliche Altar zeigt das Altarblatt „Jesus lehrt die Apostel“ und im Oberbild den hl. König Heinrich.
Im Süden sind wieder drei Altäre aufgereiht: Der östliche zeigt ebenfalls von Martin Johann Schmidt im Altarblatt die Heilige Familie und im Oberbild den hl. Bonifatius. Die seitlichen hl. sind Theresia von Avila und Gertrud von Nivelles.
Das mittlere Altarblatt zeigt den Tod des hl. Rupert gemalt von Sylvester Bauer (1662), die seitliche Figuren stellen die hl. Placidus und Maurus dar.
Das westliche Altarblatt zeigt die Verleihung des Skapuliers an den hl. Simon Stock und wurde wiederum von Martin Johann Schmidt gemalt, das Oberbild, von Franz Xaver König geschaffen die Heilige Kunigunde.

## Die Altäre im Querschiff
Der gen Osten gerichtete Altar im nördlichen Querschiff stellt im Altarblatt die Enthauptung Johannes des Täufers dar, das Martin Johann Schmidt gemalt hat. Die seitlichen Figuren der hl. Georg und Martin sowie die Figuren im oberen Auszug die hl. Magdalena und Margaretha hat Franz Hitzl geschnitzt. Links davon, gen Norden gerichtet, steht der Maria-Säul-Altar. Er stellt die Jungfrau zwischen Statuen von Cäcilia und Agnes dar. Diese um 1420 zu datierende Marienstatue gilt als Schöne Madonna Typus; erst im Barock erhielt sie Szepter und Krone.
Im südlichen Querschiff steht der Vitalis-Altar. Das Altarbild von Martin Johann Schmidt zeigt den Klosterpatron als Helfer der Kranken und im Oberbild, den hl. Andreas. Die seitlichen Statuen stellen die hl. Wolfgang und Ulrich dar, die Figuren im Auszug sind die hl. Elisabeth und Barbara.

## Kanzel und Oratoriumserker
In dieser Kirche sind Kanzel und Erker im Kirchenschiff im Barockstil symmetrisch angeordnet, nur ist der Erker im Norden nicht offen, sondern besitzt Glasscheiben. Die Kanzel wird vom hl. Paulus gekrönt der gegenüber liegende Erker vom hl. Petrus. Der Korb und der Schalldeckel der Kanzel und des Erkers wurden mit Stuckaturen von Benedikt Zöpf geschmückt.

## Kapellen im Süden des Langhauses
Diese Kapellen sich sämtlich mit Altären von Martin Johann Schmidt gestaltet. Die östlichste Kapelle mit der Anbetung des Lammes durch die heiligen Jungfrauen wurde 1431 geweiht. Das Oberbild zeigt hier Maria Magdalena. Die Kapelle wurde 1724 von Josef Schmidt mit barocken Gewölbestuck versehen.
Die zweite Kapelle mit dem Altarbild die Pieta mit Magdalena und Johannes zeigt in der Bogenlaibung Stuckreliefs von den Arma Christi. Im Gewölbe der Kapelle ist ein Pelikan mit Jungem dargestellt.
Die dritte Kapelle besitzt ein Altarbild der Maria Immaculata, die vierte eines mit der Verzückung der hl. Theresia, und die fünfte Kapelle eines mit den vierzehn Nothelfern. Diese Kapellen wurden alle in den Jahren zwischen 1710 und 1720 barockisiert. Die Deckenmalerei der dritten, vierten und fünften Kapelle ist von Sinnbildern geprägt.

## Mariazeller- bzw. Katharinenkapelle
Die romanische Katharinenkapelle stammt aus dem Jahr 1215 und wurde vom Babenbergerherzog Leopold VI. gestiftet. Sie stellt sich als schlichtes Langhaus mit Rundbogenfenstern dar. Das Kreuzgratgewölbe ruht dabei auf einfachen Wandpfeilern. Den neuen Namen erhielt die Kapelle im Jahr 1733, anlässlich der Errichtung des Altars nach dem Vorbild des Mariazeller Altars. Hauptmotiv ist eine Kopie des Mariazeller Gnadenbildes (Magna Mater Austriæ). Die seitlichen Figuren der hl. Katharina und Barbara gestaltete Johann Georg Hitzl.

## Grab des hl. Rupert
Das heutige leere „Grab“ des hl. Rupert liegt hinter dem mittleren Altar auf der Südseite des Kirchenschiffs. Die Gebeine des Heiligen wurden 774 in den Salzburger Dom übertragen. Heute weist eine Grabstelle im Seitenschiff der Stiftskirche St. Peter mit einer Grabplatte mit dem Ewigen Licht und eine Inschrift darüber auf das (ehemalige) „Grab des hl. Rupert“ hin. Der tatsächliche, ursprüngliche Ort des Rupertusgrabes in der Kirche ist jedoch unbekannt. Frühe Quellen geben darüber keine Auskunft und auch die Tituli Alkuins, die sonst wertvolle Angaben zum 8. Jahrhundert in Salzburg erhalten, äußern sich nicht dazu.

## Marienkapelle im Klostertrakt (ehemals Veitskapelle)
Die Marienkapelle wurde 1130 geweiht und 1319 als gotisches Bauwerk auf dem erhaltenen romanischen Sockel neu gestaltet. Sie ist eines der ältesten gotischen Bauwerke in Salzburg. In ihr befinden sich die Grabsteine etlicher Äbte des Klosters, darunter Johann Staupitz. Das Chorgebet der Mönche findet hier statt.

## Orgeln
Das Gehäuse der Orgel auf der Westempore geht auf eine Orgel von Daniel Hayl d. J. († nach 1838) aus dem Jahr 1620 zurück, der 1623 die in Details ähnlich aussehende Freisinger Domorgel schuf. Im Jahr 1762 gestaltete der Salzburger Bildhauer Lorenz Härmbler die Orgel um, was z. B. an den rokoko geformten Turmabschlüssen des Prospekts ablesbar ist, im Gegensatz zu den um 150 Jahre älteren Mittelfeldern und Schleierbrettern.
Eine bis 2018 in diesem Gehäuse stehende Orgel wurde 1918 von den Salzburger Orgelbauern Hans Mertel und Max Dreher erbaut. Sie hatte 39 Register auf zwei Manualen und Pedal, mit pneumatischen Trakturen und Kegelladen. Die Kollaudierung des Instruments fand am 4. und 5. November 1918 statt, beteiligt daran war u. a. der Salzburger Domorganist Franz Sauer. Im Zuge einer Kirchenrenovierung wurde die Orgel in den Jahren 2018/19 von Mathis Orgelbau in den Vitalis-Chor (im südliche Oratorium) transloziert; das alte Gehäuse soll im Jahr 2025 ein stilistisch kongruentes Instrument erhalten.
1996 wurde eine italienisierend disponierte Chororgel vom Orgelbauer Franz Zanin aus Camino al Tagliamento im Psallierchor errichtet, wobei das Prospekt des I. Manuals ins Langhaus abstrahlt.

### Disposition der Mertel-Dreher-Orgel

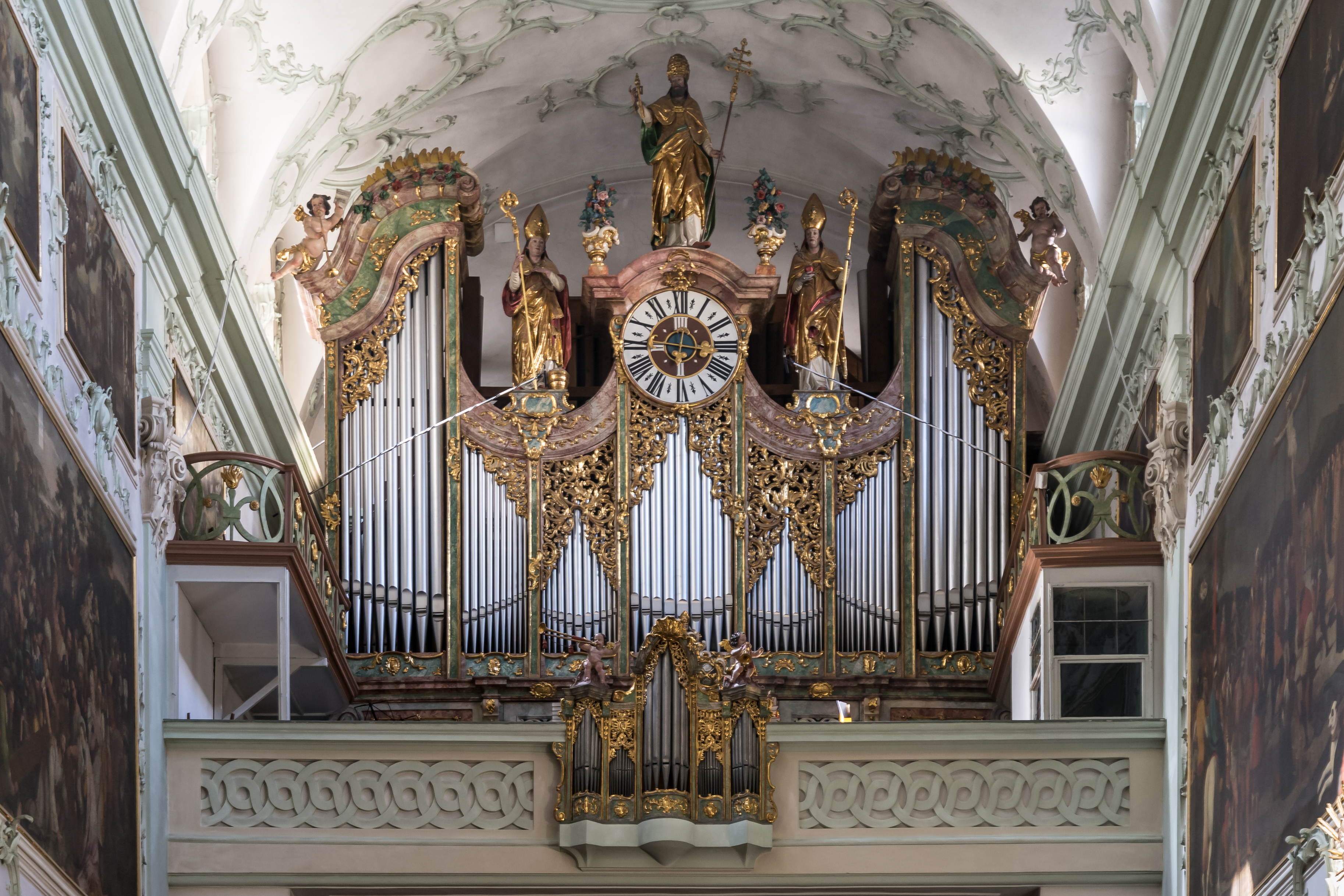
Das Prospekt 1918–2018

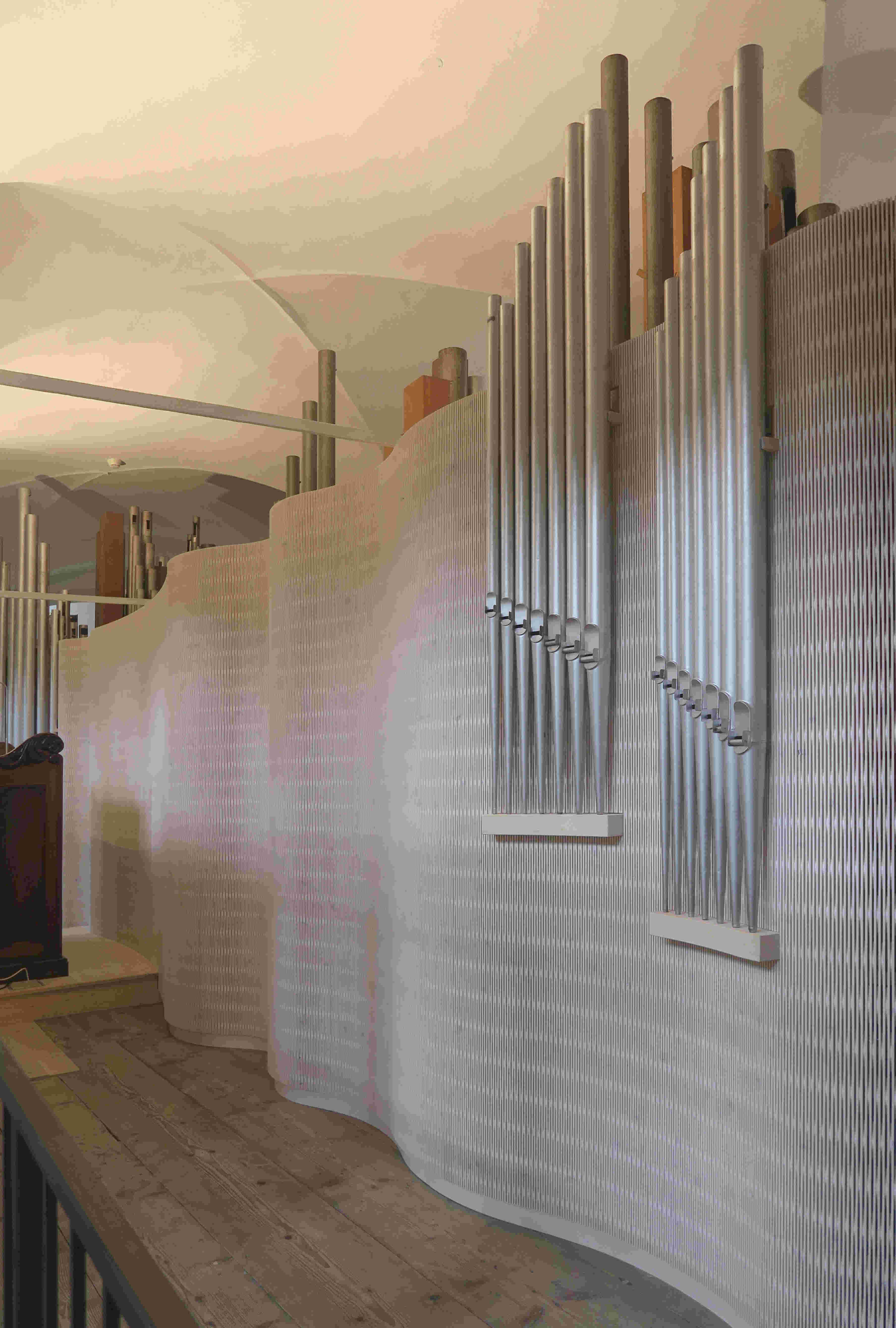
Aufbau als Chororgel seit 2018

Wie am Spieltisch angeordnet
| I Hauptwerk C–g3 |                       |       |
| 1.               | Trompete              | 8′    |
| 2.               | Mixtur IV             | 2 ⁄3′ |
| 3.               | Superoctav            | 2′    |
| 4.               | Quint                 | 2 ⁄3′ |
| 5.               | Octav                 | 4′    |
| 6.               | Rohrflöte             | 4′    |
| 7.               | Salicet               | 4′    |
| 8.               | Bourdun               | 16′   |
| 9.               | Principal             | 8′    |
| 10.              | Gamba                 | 8′    |
| 11.              | Tibia major           | 8′    |
| 12.              | Gedeckt               | 8′    |
| 13.              | Gemshorn              | 8′    |
| 14.              | Dolce                 | 4′    |
| 15.              | Manualkoppel          |       |
| 16.              | Pedalkoppel I         |       |
| 17.              | Pedalkoppel I         |       |
| 18.              | Oberoctavkoppel I     |       |
| 19.              | Oberoctavkoppel II–I  |       |
| 20.              | Unteroctavkoppel II–I |       |
| 21.              | Pedaloctavkoppel      |       |

| II Schwellwerk C–g3 |                  |        |
| 22.                 | Zartgedeckt      | 16′    |
| 23.                 | Aeoline          | 8′     |
| 24.                 | Salicional       | 8′     |
| 25.                 | Voix Celeste     | 8′     |
| 26.                 | Lieblich Gedeckt | 8′     |
| 27.                 | Konzertflöte     | 8′     |
| 28.                 | Quintatön        | 8′     |
| 29.                 | Geigenprincipal  | 8′     |
| 30.                 | Okarine          | 4′     |
| 31.                 | Violine          | 4′     |
| 32.                 | Traversflöte     | 4′     |
| 33.                 | Piccolo          | 2′     |
| 34.                 | Quintflöte       | 2 ⁄3′  |
| 35.                 | Terzflöte        | 1 3⁄5′ |
| 36.                 | Akuta IV         | 2′     |
| 37.                 | Basson           | 16′    |
| 38.                 | Oboe             | 8′     |
|                     | Tremulant        |        |

| Pedalwerk C–d1 |               |         |
| 39.            | Stillgedeckt  | 16′     |
| 40.            | Subbass       | 16′     |
| 41.            | Violon        | 16′     |
| 42.            | Principalbass | 16′     |
| 43.            | Cello         | 8′      |
| 44.            | Octavbass     | 8′      |
| 45.            | Flötbass      | 4′      |
| 46.            | Quintbass     | 10 2⁄3′ |
| 47.            | Basscornett   | 5 1⁄3′  |
| 48.            | Posaune       | 16′     |

Anmerkungen
1. ↑  2018 ergänzt
2. ↑  Seit 2018 als Fußtritt, vorher Registerwippe Nr. 22
3. ↑  Windabschwächung des Subbass' 16′

### Disposition der Venezianischen Orgel

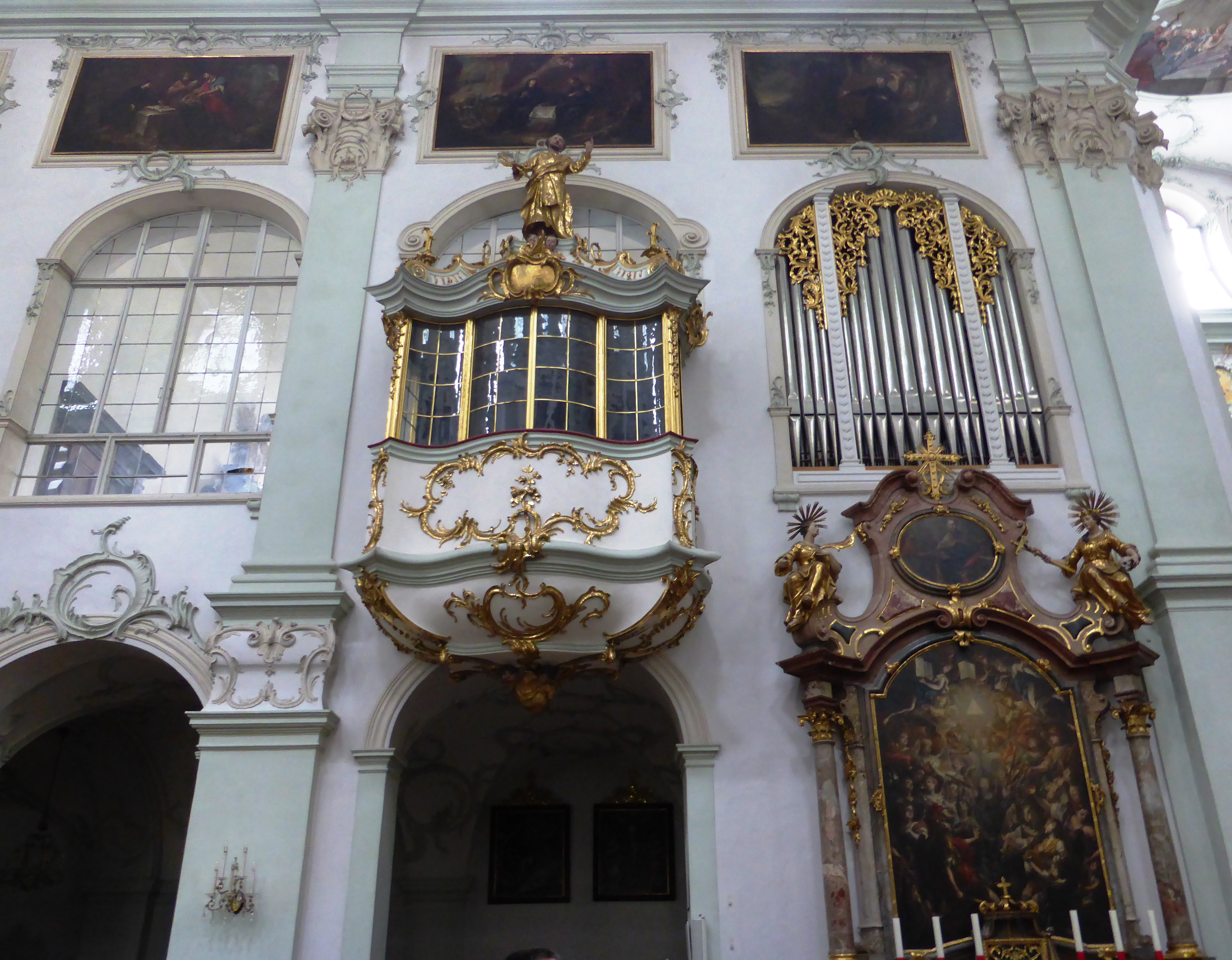
Psalierchor mit Fürstenloge und Prospekt der Chororgel

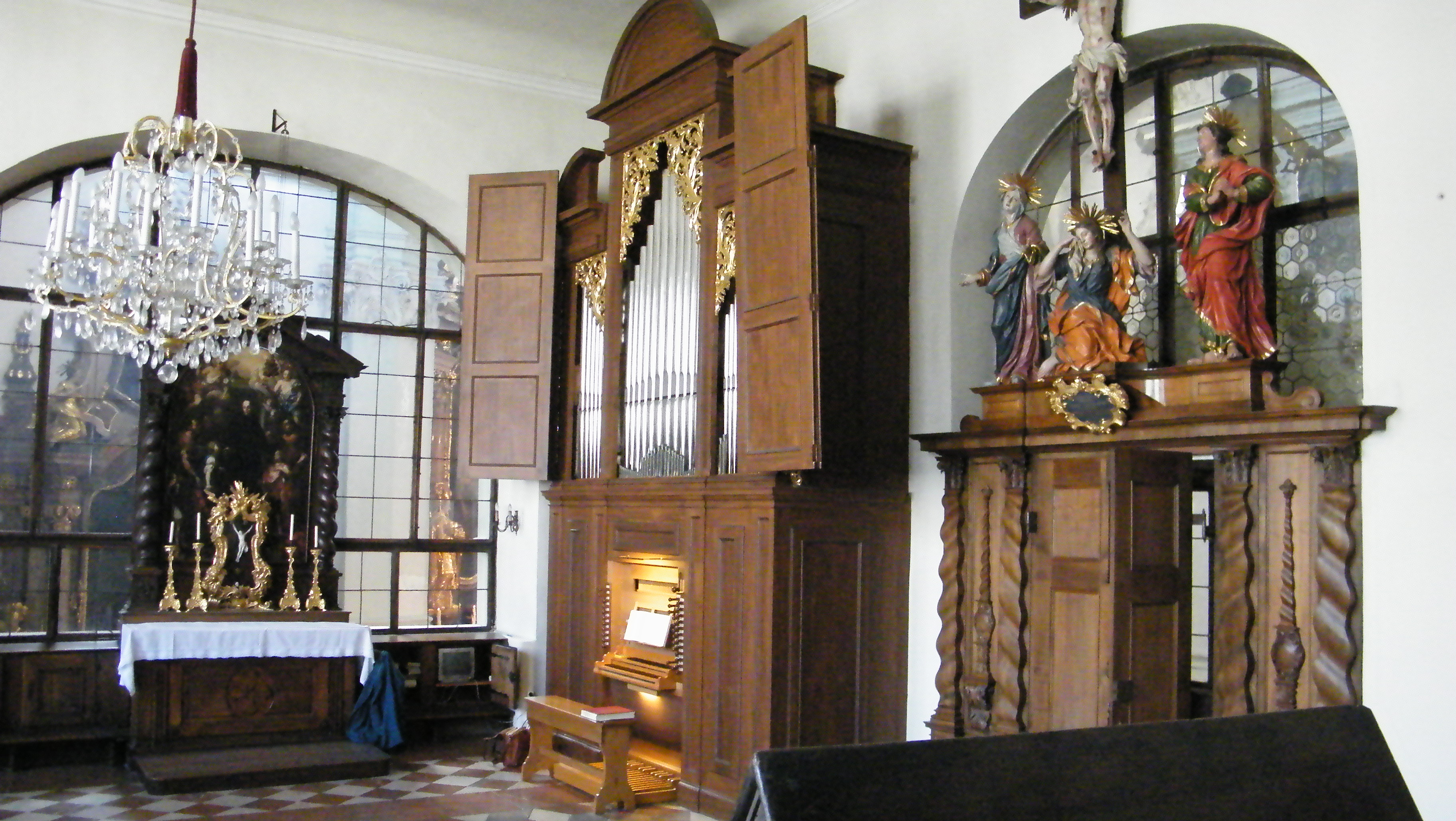
Paslierchor, v.l.: Altar (Carl Reslfeld 1705) / Spielanlage / Fürstenloge (Kreuzigungsgruppe um 1720)

B = Basso / S = Soprano
| I Grande Organo CC–f3 (66 Tasten) Schleifenteilung a0/b0 |                                   |  |
| 1.                                                       | Principale [8′] B/S               |  |
| 2.                                                       | Violetta [8′] B/S                 |  |
| 3.                                                       | Ottava [4′]                       |  |
| 4.                                                       | Flauto in VIII [4′] B/S           |  |
| 5.                                                       | Flauto in XII [2 ⁄3′] B/S         |  |
| 6.                                                       | Decima nona [1 ⁄3′]               |  |
| 7.                                                       | Quinta decima [2′]                |  |
| 8.                                                       | Vigesima seconda [1′]             |  |
| 9.                                                       | Vigesima sesta [2⁄3′]             |  |
| 10.                                                      | Vigesima nona [1⁄2′]              |  |
| 11.                                                      | Trigesima terza-sesta [1⁄3′+1⁄4′] |  |
| 12.                                                      | Cornetta [1 3⁄5] ab b0            |  |
| 13.                                                      | Voce umana [8′] ab b0             |  |
| 14.                                                      | Tromba [8′] B/S                   |  |
| 15.                                                      | Clarina [4′]                      |  |

| II Piccolo Organo C–f3 Schleifenteilung c1/cis1 |                          |  |  |
| 16.                                             | Principale [8′] B/S      |  |  |
| 17.                                             | Flauto in VIII [4′] B/S  |  |  |
| 18.                                             | Ottava [4′]              |  |  |
| 19.                                             | Quinta decima [2′]       |  |  |
| 20.                                             | Decima nona [1 ⁄3′]      |  |  |
| 21.                                             | Vigesima seconda [1′]    |  |  |
| 22.                                             | Cornetta [1 3⁄5] ab cis1 |  |  |
| 23.                                             | Tromboncini [8′] B/S     |  |  |
| 24.                                             | Campanelli, ab cis1      |  |  |

| Pedale C–d0 |                  |  |
| 25.         | Principale [16′] |  |
| 26.         | Trombone [16′]   |  |

- Koppeln: I-P, II-P, I-II
- Ripieno

Anmerkungen
1. ↑  Plus 16′ der Kontra-Oktave
2. ↑  Glockenspiel, 29 Schalen

## Glocken
Über die Glocken der karolingischen bzw. romanischen Epoche ist wenig bekannt, doch dürfte es damals bereits ein Geläute gegeben haben, da die Mönche der Abtei zu dieser Zeit nachweislich den Glockenguss ausübten. Bei einem dieser Glockengüsse brach am 5. Mai 1127 ein Großbrand aus, der das Kloster, den Dom sowie die ganze Stadt schwer in Mitleidenschaft zog. In der ersten Hälfte des 14. Jahrhunderts erfolgte eine komplette Erneuerung des Geläutes, wobei fünf Glocken 1305 und die große Glocke 1332 gegossen wurden. Die große Glocke wies ein Gewicht von 2673 kg auf. Dieser frühgotische einheitliche Geläutesatz – dessen Gießer unbekannt ist – blieb nahezu 500 Jahre erhalten.
Im 19. Jahrhundert beschloss man schließlich im Zuge der großen „Umgusswelle“ das Geläute zu erneuern. Fünf Glocken mit einem Gesamtgewicht von 2148 kg wurden 1811 vom Salzburger Glockengießer Johann Oberascher (1769–1847) geschaffen. Von seinem Sohn Franz Oberascher I. (1802–1877) stammte die große Glocke mit einem Gewicht von 2178 kg aus dem Jahr 1851.
Diese sechs Glocken ergaben ein Moll-Motiv, das auf einem Moll-Akkord beruhte. Sie mussten 1916 im Ersten Weltkrieg aufgrund ihres geringen Alters als Metallspende zur Herstellung von Kriegsgerär abgegeben werden.
Als 1927 das Stift aufgrund seiner Verdienste um das Kolleg St. Benedikt Anfang der 1920er-Jahre zur Erzabtei erhoben wurde, wurde dies zum Anlass genommen, um ein gewaltiges Monumentalgeläute zu beschaffen. Diese Geläute zählt heute zu den bedeutendsten Geläuten in Österreich, da es eines der ganz wenigen komplett erhaltenen Bronzegeläutesätze der Zwischenkriegszeit darstellt. Es gilt zudem als die größte und bedeutendste Gussleistung der Zwischenkriegszeit in Österreich. Geschaffen wurde es 1927 von Josef Pfundner sen. Dabei wurde erstmals in Österreich moderne Glockenzier verwendet, entworfen vom bekannten Künstler Jakob Adlhart.
Das Geläute wurde 1950 noch um eine Glocke von Oberascher (Gießer: Ing. Georg Sippel) ergänzt.
| Glocke | Name               | Nominal | Gewicht   | Durchmesser | Gussjahr | Gießer              |
| ------ | ------------------ | ------- | --------- | ----------- | -------- | ------------------- |
| 1      | Große Petersglocke | as0+0   | 5698 kg   | 2040 mm     | 1927     | Josef Pfundner sen. |
| 2      |                    | des1-2  | 2946 kg   | 1600 mm     | 1927     | Josef Pfundner sen. |
| 3      |                    | es1+0   | 1678 kg   | 1340 mm     | 1927     | Josef Pfundner sen. |
| 4      |                    | f1+0    | 1197 kg   | 1200 mm     | 1927     | Josef Pfundner sen. |
| 5      |                    | as1-2   | 0683 kg   | 1000 mm     | 1927     | Josef Pfundner sen. |
| 6      |                    | b1-2    | 0491 kg   | 0900 mm     | 1927     | Josef Pfundner sen. |
| 7      | Zügenglocke        | as2+4   | ca. 50 kg |             | 1950     | Gießerei Oberascher |